# إميل جرجس لحود
إميل جرجس لحود (1899 - 1954)، هو محامي وسياسي لبناني.

## عن حياته
نال إجازة في الحقوق من معهد الحقوق الفرنسي في بيروت في عام 1921، وتدرج في مكتب المحامي يوسف السودا، ثم استقل في مكتب خاص به، وكان قد عين عضواً في المجلس الإداري في دولة لبنان الكبير. وهو ضمن أعضاء الكتلة الدستورية برئاسة الرئيس بشارة الخوري، واشتهر بمعارضته الشديدة للانتداب الفرنسي، وخاض غمار السياسة في عهد الانتداب، وفي العام 1943 تمكن من الفوز بالنيابة للمرة الأولى عن محافظة جبل لبنان، على رغم الضغوط المختلفة التي واجهته بها سلطة الانتداب بسبب مواقفه العدائية منها المستهدفة إجلائها عن لبنان تحقيقاً لوحدته واستقلاله، وأدى ذلك لانتخابه نائباً في مجلس النواب اللبناني بأعوام 1943 و1948 و1951 و1953، وقد عين وزيراً لأكثر من فترة:
- بالفترة من 22 آب / أغسطس 1945 إلى 22 أيار / مايو 1946 وزيراً للمالية بحكومة الرئيس سامي الصلح في عهد الرئيس بشارة الخوري، وفي 3 نيسان / أبريل 1946 عين وزيراً للداخلية بتعديل وزاري، وتولى المنصب لغاية 11 نيسان / أبريل 1946.
- بالفترة من 22 أيار / مايو 1946 إلى 14 كانون الأول / ديسمبر 1946 وزيراً للمالية بحكومة الرئيس سعدي المنلا في عهد الرئيس بشارة الخوري.
- بالفترة من 7 حزيران / يونيو 1951 إلى 11 شباط / فبراير 1952 وزيراً للتربية الوطنية بحكومة الرئيس عبد الله اليافي بعهد الرئيس بشارة الخوري، وبتعديل حكومي بالحكومة بتاريخ 8 حزيران / يونيو 1951 عين أيضاً وزيراً للشئون الاجتماعية.